# Gerdt Hallberg

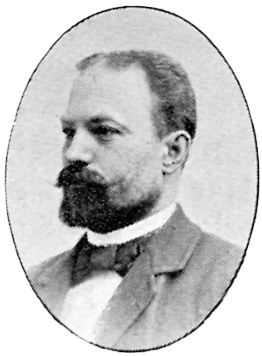
Gerdt Hallberg.

Gerdt Hallberg, född 28 juni 1861 i Hjärtum, död 24 september 1917 i Eskilstuna, var en svensk arkitekt.
Hallberg utbildade sig vid Chalmersska slöjdskolan i Göteborg 1878–1883 och vid Kungliga Akademien för de fria konsterna 1883–1886. Mellan 1886 och 1893 var han anställd på stadsarkitektkontoret i Uppsala och mellan 1893 och 1898 på ritbyrån för riksdagshusbyggnaden i Stockholm. Åren 1898–1902 tjänstgjorde han som stadsarkitekt i Eskilstuna och från 1898 till 1917 drev han i denna stad egen arkitektverksamhet.
Han undervisade vid Tekniska skolan i Uppsala 1886–1893 och vid Tekniska skolan i Eskilstuna 1915.

## Verk i urval
- Södermanland-Nerikes nationshus i Uppsala. 1896–1897.
- Frimurarelogen i Eskilstuna.
- S:t Eskils kyrka, Eskilstuna. 1902 (riven 1966)
- Affärs- och bostadshus, Västra Storgatan, Nyköping. 1905 (tillsammans med Carl Leth).
- Posthus och boktryckeri, Trädgårdsgatan, Strängnäs. 1905 (tillsammans med Leth[1]

## Bilder

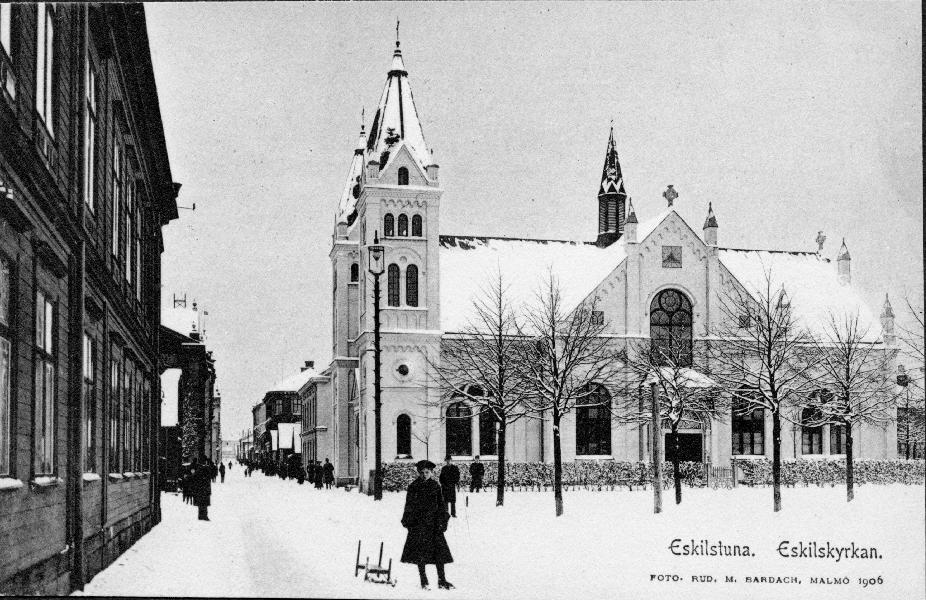
S:t Eskilskyrkan.
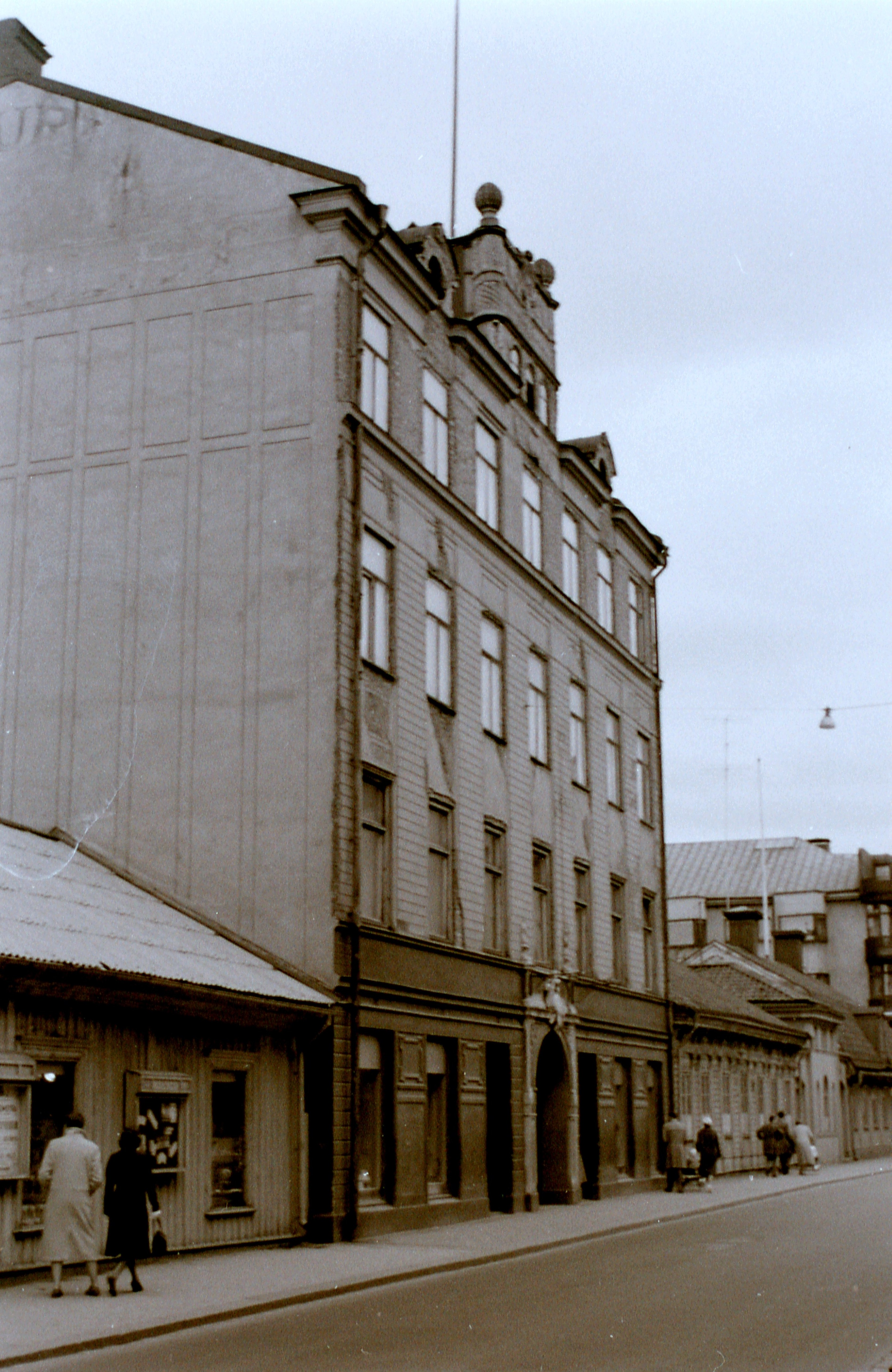
Frimurarhotellet.
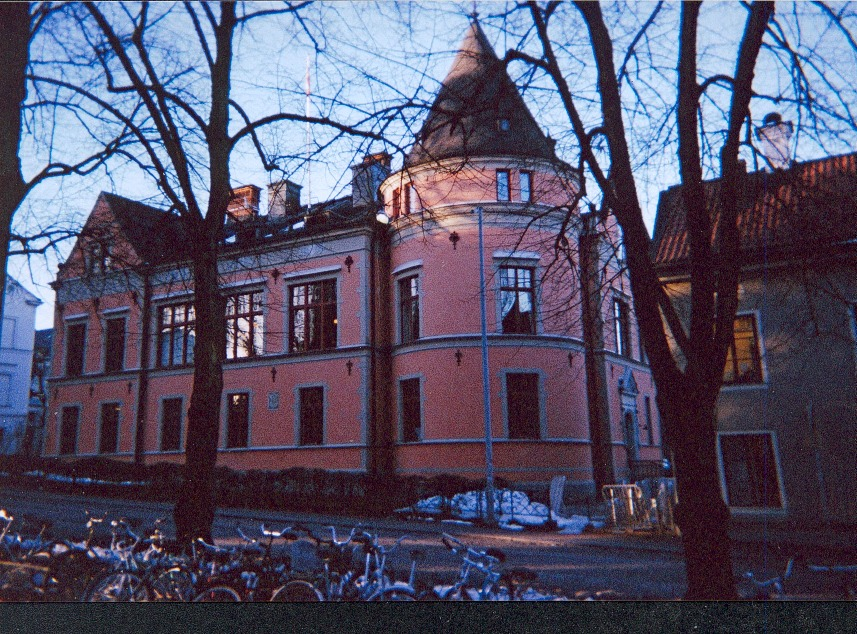
Södermanland-Nerikes nation.
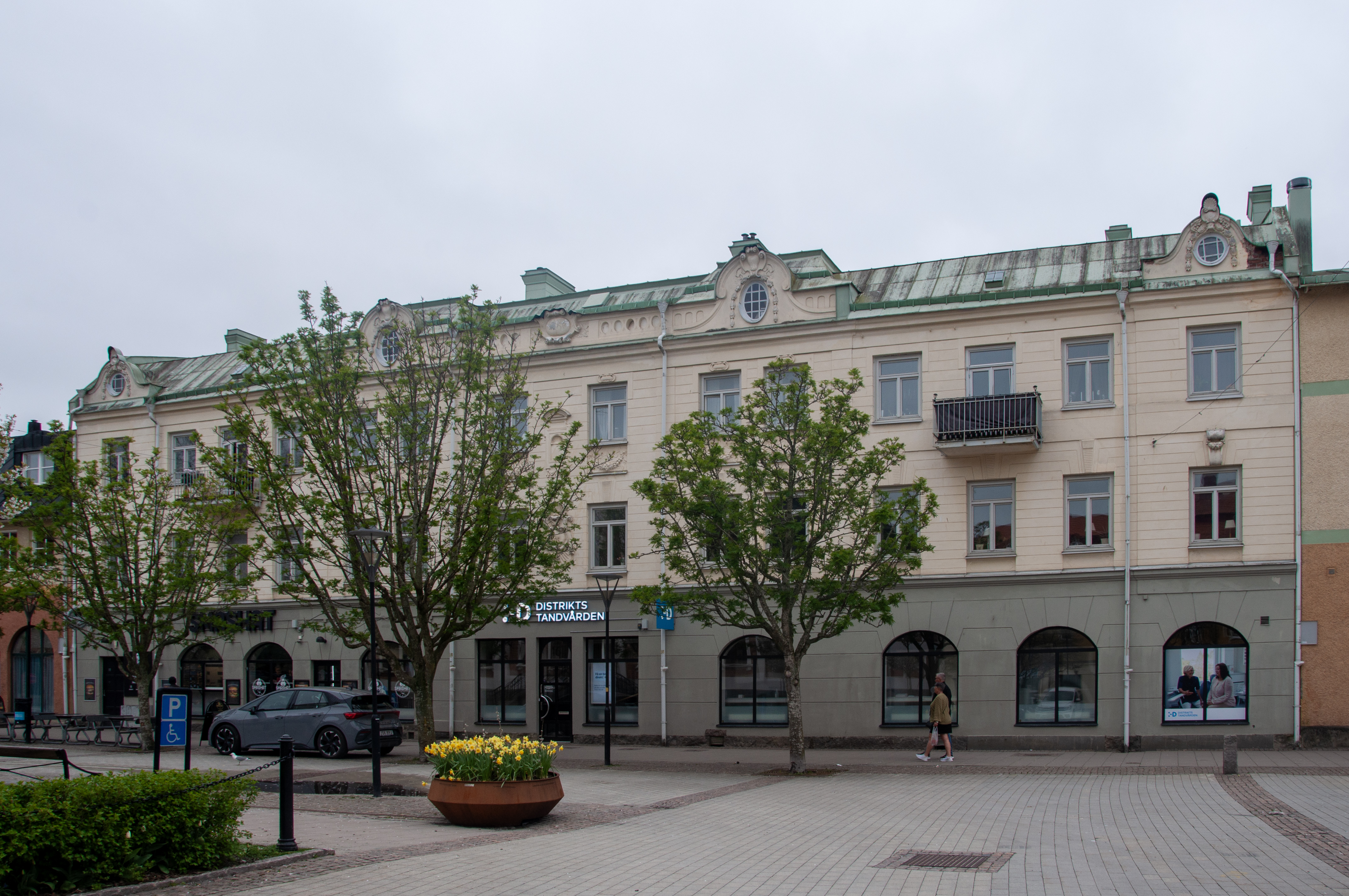
Gamla Posthuset i Strängnäs.